# Rauvolfia paraensis
Rauvolfia paraensis är en oleanderväxtart som beskrevs av Adolpho Ducke. Rauvolfia paraensis ingår i släktet Rauvolfia och familjen oleanderväxter. Inga underarter finns listade i Catalogue of Life.